# Sirah
Sirah, właśc.Sara Elizabeth Mitchell (ur. 28 lipca 1988) – amerykańska raperka.

## Single
- 2010: „WEEKENDS!!!” (Skrillex, gośc. Sirah)
- 2011: „God's Grace” (oraz DJ Hoppa)
- 2011: „Kyoto” (Skrillex, gośc. Sirah)
- 2012: „Bangarang” (Skrillex, gośc. Sirah)
- 2012: „Survival” (Alvin Risk, gośc. Sirah)
- 2013: „Speakerbox” (The Juggernaut, gośc. Sirah)
- 2015: „Memories” (KSHMR & Bassjackers, gośc. Sirah) – złota płyta w Polsce[2]